# Semai (langue)
Cet article concerne la langue semai. Pour le peuple semai, voir Semai.
Le semai est une langue môn-khmer parlée en Malaisie péninsulaire. Ses locuteurs, les Semai, sont au nombre de 43 900 (2003) et habitent la chaîne de montagnes centrale dans le nord-ouest de l'État de Pahang, le sud du Perak, l'État de Selangor et le Negeri Sembilan.